# Zabytki w Chojnowie

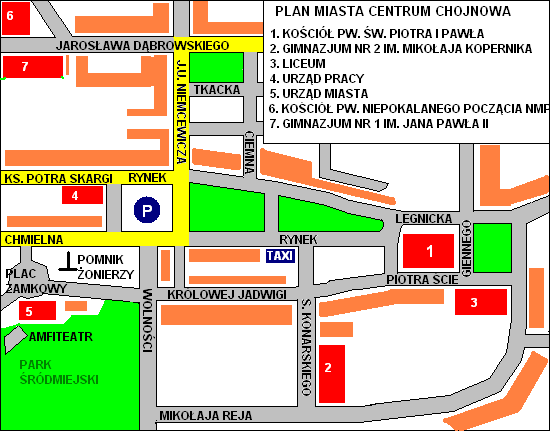
Schemat centrum Chojnowa z wyróżnionymi zabytkami

Chojnów ma szereg cennych zabytków, pochodzących głównie z okresu średniowiecza oraz z lat 1871–1914.

## Kościoły

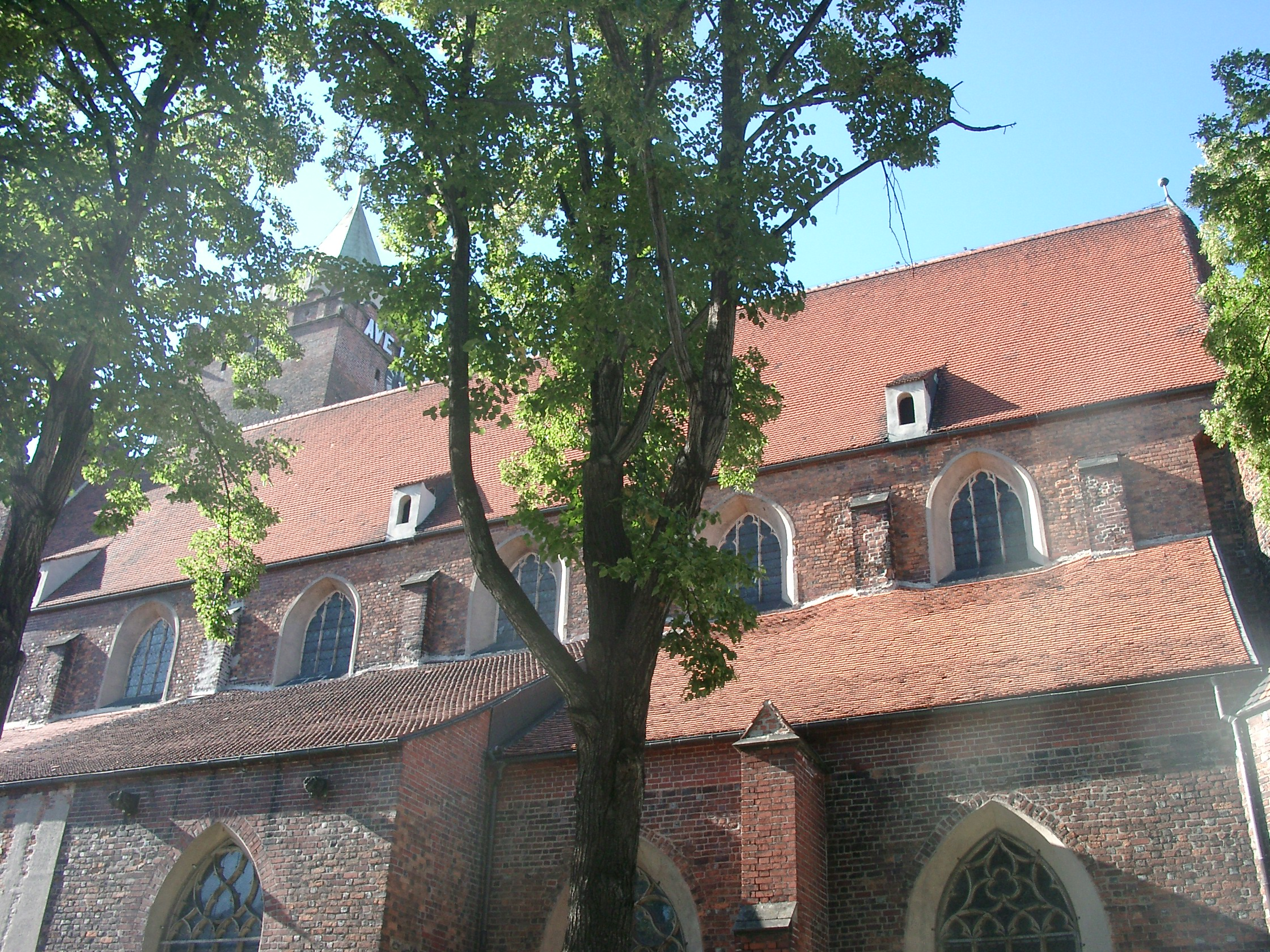
Kościół pw. św. Piotra i Pawła

### Kościół pw. św. Piotra i Pawła
Kościół zaczęto budować w XIV w. Jest widoczny z całego Chojnowa. Ołtarz główny pochodzi z 1400 r., dzwon z 1405 r. Kościół ma chór kościelny wybudowany w 1413. W 1468 r. kościół miał osiem ołtarzy. W ciągu wieków kościół ulegał dalszej rozbudowie. Z roku 1469 pochodzi wzmianka o południowej kaplicy ufundowanej przez cech sukienników. W XVI w. dobudowano zakrystię oraz wykonano zwieńczenie attykowe wieży. W 1543 r. rodzina Bożywojów ufundowała kaplicę grobową, zwaną odtąd północną Kaplicą Bożywojów. Zniszczony w pożarze podczas wojny trzydziestoletniej został odbudowany w 1635 roku, kolejne renowacje i odnowienia miały miejsce w latach 1857 i 1910-1911. Po II wojnie światowej prace restauratorskie wykonano w latach 1962-1963. W latach 1969–1970 powstały polichromie w nawach bocznych.

### Kościół pw. Niepokalanego Poczęcia NMP

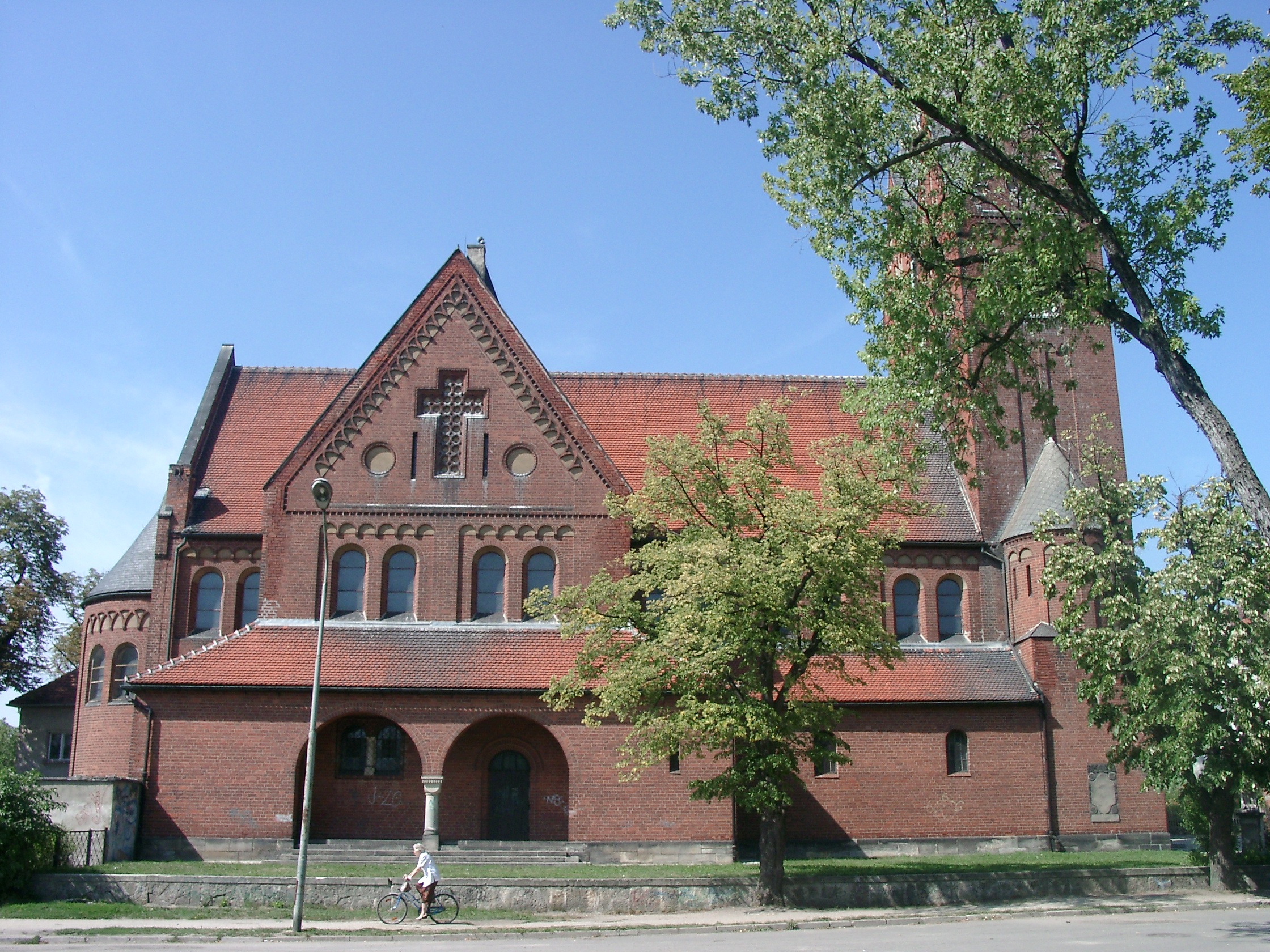
Kościół pw. św. Niepokalanego Poczęcia NMP

Monumentalny kościół ceglany, wzniesiony w l. 1909–1911 w stylu neoromańskim jako bazylika z transeptem według projektu Friedricha Oskara Hossfelda. Kościół ma interesujące wnętrze, wzorowane na romańskich bazylikach Niemiec północnych. Ciekawym zabytkiem jest figurka Madonny znajdująca się na południowej ścianie, nawiązuje do tzw. Pięknych Madonn typu Śląskiego w okresie późnogotyckim. Przed kościołem znajduje się figurka św. Jana Nepomucena przeniesiona z zachodniego przedmieścia.

## Budynki świeckie

### Zamek

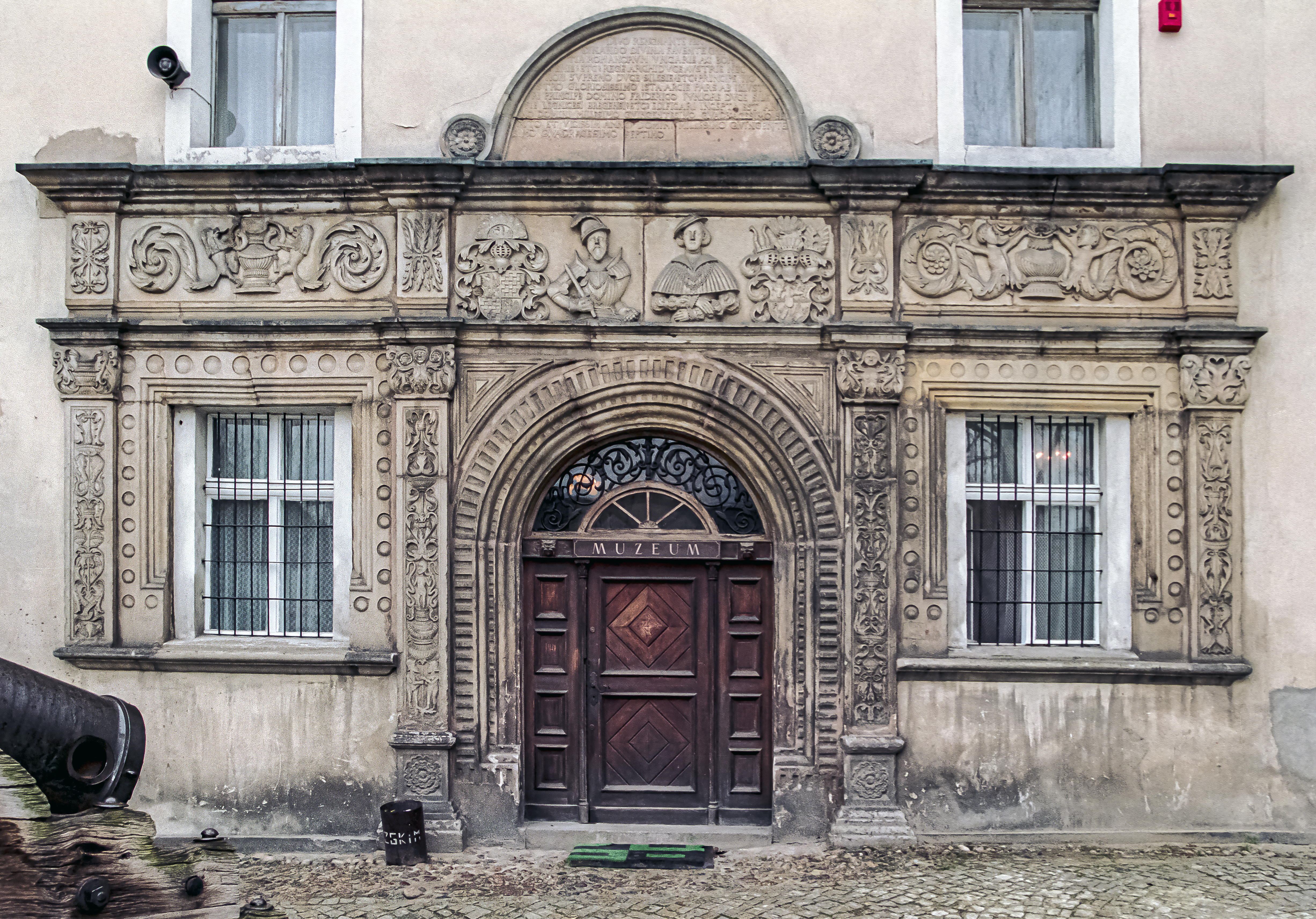
Zamek Piastowski

Zamek zbudowany w drugiej połowie XIII w. Pierwsza wzmianka o nim pochodzi dopiero z 1291 roku, w której wymieniony jest kasztelan Bronisław, co potwierdza istnienie tutaj urzędnika księcia, być może rezydującego jeszcze w grodzie o zabudowie drewnianej. Zamek odgrywał pełnił rolę punktu kontrolnego przy chojnowskim odcinku szlaku Wysokiej Drogi. Od XIV w. stał się siedzibą książęcą. Całkowicie przebudowany po spaleniu przez husytów w latach 1546–1548, przez architekta Franciszka Paara Z tego czasu pochodzi portal położony nad drzwiami wejściowymi z popiersiami Fryderyka II i jego żony Katarzyny Meklemburskiej. W XVIII w. po wielkich pożarach w Chojnowie, zamek został w połowie rozebrany, zachowało się jedynie obniżone o jedną kondygnację skrzydło północno-zachodnie. Obecnie mieści się w budynku muzeum regionalne.

### Plebania kościoła św. Piotra i Pawła
Jeden z najstarszych budynków w mieście, wzniesiony w XV w. Obecny, barokowy wystrój architektoniczny jest rezultatem przebudów w XVIII i na początku XIX w. W przyziemiu zachowała się obszerna sień nakryta sklepieniami krzyżowymi, z pozostałością żeber. Po II wojnie światowej budynek odbudowano w 1960 r. a w 1966 umieszczono w nim bibliotekę miejską, obecnie przeniesioną do innego budynku.

### Kamienica Hansa Schramma
Najstarszy zachowany dom mieszczański w mieście, wzniesiony przy rynku w 1544 r. Wielokrotnie przebudowywany, zachował bogatą dekorację renesansową parteru fasady, wykazującą związki z portalem zamkowym.

### Dwór
Późnobarokowy, dwukondygnacyjny budynek z 1730 r. o bogato zdobionej fasadzie z pilastrami i centralnie umieszczonym portalem. Otoczony późniejszymi zabudowaniami gospodarczymi.

### Kamienica (róg ul. Kolejowej i Legnickiej)
Efektowny budynek mieszkalny wzniesiony przed 1914 r. w stylu secesyjnym. Dwa symetrycznie usytuowane, narożne wykusze zwieńczone wieżyczkami, centralna oś budynku zwieńczona bogato zdobionym szczytem z okrągłym oknem.

### Osiedle (ul. Skłodowskiej- Curie)
Zbudowane w latach 1920-1924 według nowoczesnych koncepcji taniego budownictwa podmiejskiego jako seria identycznych domów jednorodzinnych, łączących tradycyjne niemieckie formy architektoniczne z modernistyczną prostotą. Było to jedno z pierwszych zrealizowanych dzieł wybitnego architekta i urbanisty niemieckiego, Ernsta Maya.

## Obwarowania miejskie

### Mury miejskie

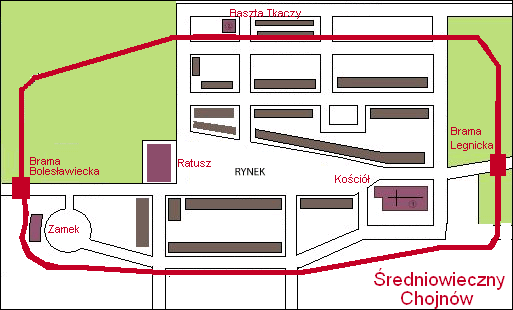
Schemat średniowiecznego Chojnowa z przebiegiem murów miejskich

Bezpieczeństwo mieszkańców Chojnowa w średniowieczu zapewniały mury obronne wzniesione w pierwszej połowie XIV w., a wzmiankowane w 1357 r. Tworzywa bazaltowego do budowy murów dostarczyły istniejące w tym czasie kamieniołomy w południowo-wschodniej części miasta. Linia pojedynczego pierścienia wzmocniona była basztami i chroniono głęboką fosą, wypełnioną wodą. Dostęp do miasta strzegły dwie bramy: Górna - Bolesławiecka, Dolna - Legnicka. Ponadto istniały dwie furty pełniące funkcje gospodarcze. Zamek wkomponowany w linię obronną murów, bronił miasto w południowo-zachodnim narożniku. Fortyfikacje Chojnowa poddano w XV w. remontowi, wzmacniając ich obronność przez dobudowanie cylindrycznych występów, umożliwiających obronę flankową. Pomimo to mury obronne nie stanowiły dostatecznej przeszkody dla regularnych wojsk oblegających miasto. Brak odpowiednich funduszy na ich rozbudowę i modernizację spowodował, że już w XVI w. pełniły one jedynie rolę zabezpieczającą miasto przed włóczęgami i rabusiami. Uzbrojenie miasta w tym czasie stanowiły 74 hakownice, 5 arkebuzów i 4 żelazne cepy bojowe. 
Fortyfikacje, które od XVII w. straciły ostateczną swą wartość obronną, uległy rozbiórce w XVIII i XIX w. Po pożarze miasta w 1767 roku pruska komora królewska wydała pozwolenie pogorzelców na rozbiórkę murów do wysokości 4 metrów nad ziemią. W 1768 roku dokonano rozbiórki Bramy Legnickiej, a w XIX w. podobny los spotkał Bramę Bolesławiecką. Zasypaniu uległy również fosy okalające miasto. Do dziś zachowały się jedynie bardzo nieliczne odcinki dawnego pierścienia murów. W północno–zachodnim narożniku starego miasta możemy oglądać ich najokazalszy fragment, który zachował się w połowie swej pierwotnej wysokości.

### Baszta Tkaczy

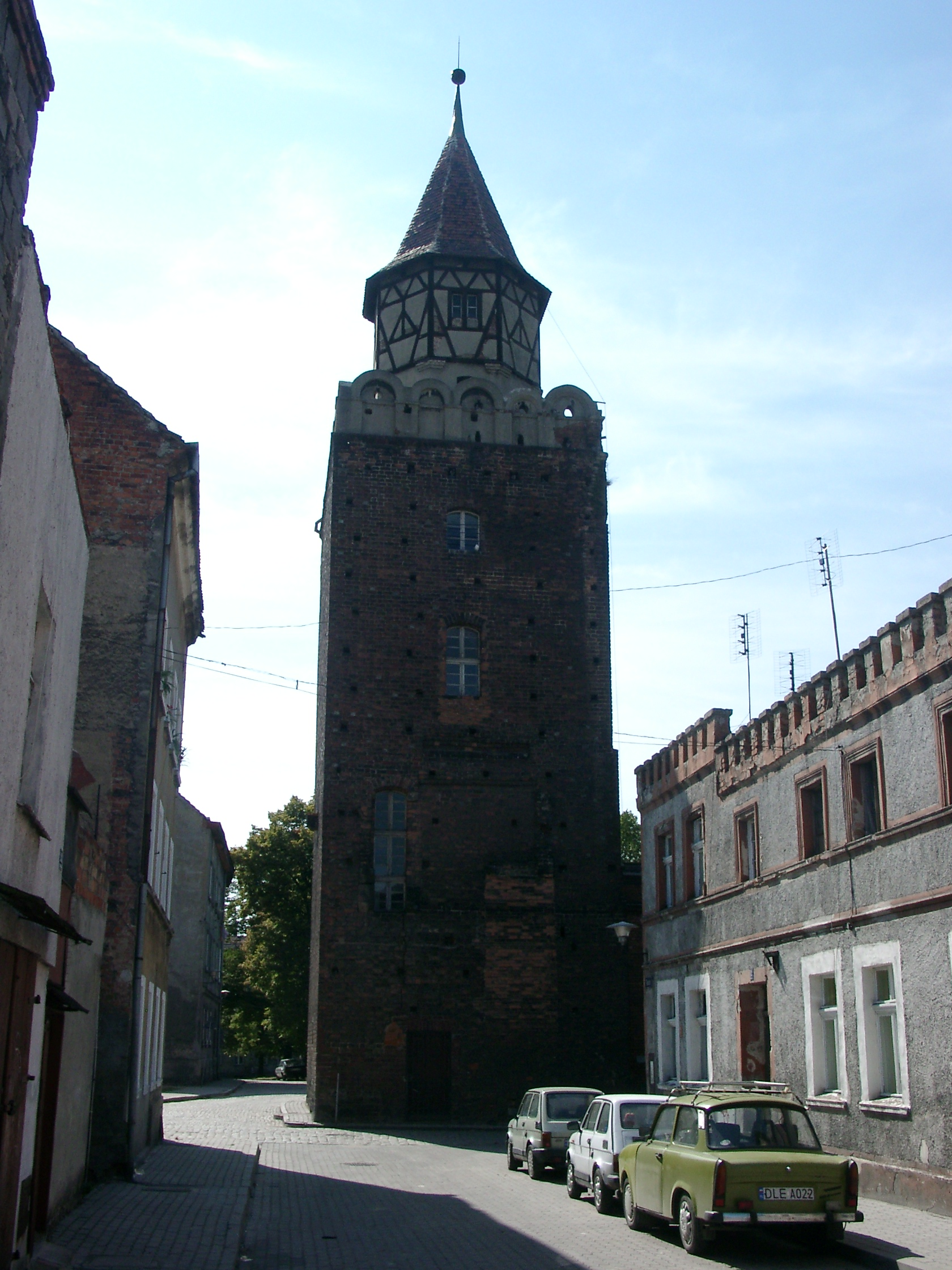
Baszta Tkaczy

Niem. Weberturm, zbudowana jako część pierścienia murów miejskich około 1400 roku. Wzniesiona w stylu gotyckim, z czerwonej cegły, na planie kwadratu. Renesansową attykę na wysokości 15 m otrzymała w XVI w. Ze względu na utratę znaczenia obronnego zamieniona w XVII w. na więzienie. Baszta, remontowana kilkakrotnie w XVIII i XIX w., została gruntownie odnowiona w 1905 r., kiedy to otwarto w niej muzeum. Po raz ostatni remontowana w 1967 roku. W hełmie baszty odkryto kapsuły czasu ukryte podczas kolejnych renowacji dachu z lat 1651, 1749 i 1843. W ostatnich latach swoją siedzibę miała tu drużyna harcerska.

## Budynki użyteczności publicznej

### Dworzec kolejowy

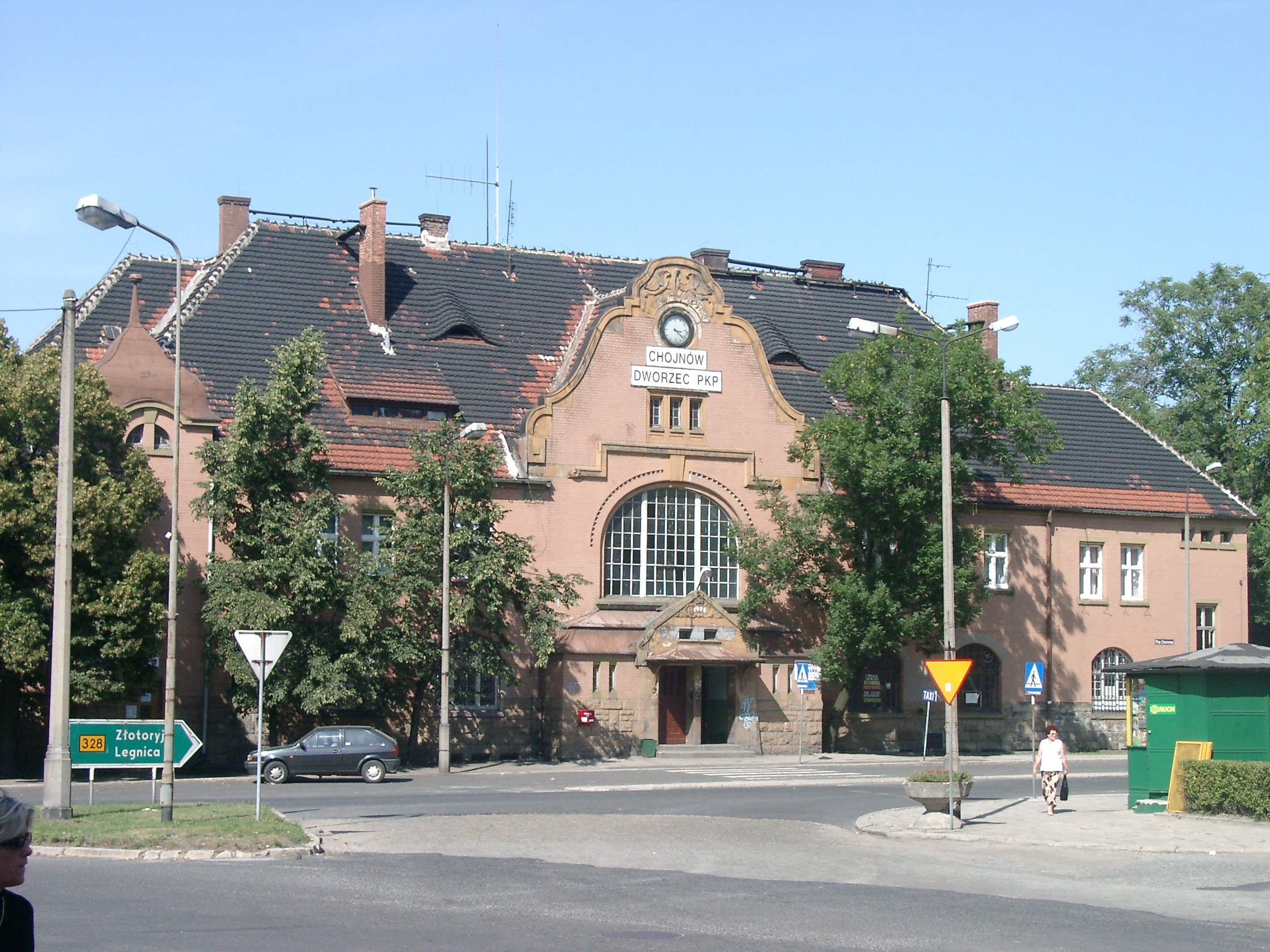
Budynek dworca

Wybudowany w 1909 r. w charakterystycznym dla ery wilhelmińskiej stylu eklektycznym, łączącym elementy renesansu północnego, baroku, a nawet secesji. Nowoczesny na swoje czasy budynek ma niewielką halę z kasami biletowymi oraz podziemne przejście na perony. Stacja ma dwa perony z drewnianą wiatą. Budynek remontowany w latach 2005–2007.

### Nowy ratusz
Wzniesiony w latach 1878-1891, neorenesansowy, z dwukolorowej cegły licowanej. Środkowy ryzalit zwieńczony jest zegarem oraz niewielkim frontonem. 

### Wieża ciśnień
Monumentalny obiekt łączący cechy modernistyczne i klasycystyczne, wzniesiony ok. 1915 r. na wzgórzu w południowo-wschodniej części miasta. Obecnie zaniedbany.

### Szkoła (ul. Konarskiego)
Wzniesiona przed 1914 r. w stylu neorenesansu północnego, łączy cegłę licowaną z elementami kamiennymi. Dwa boczne ryzality zwieńczone efektownymi szczytami, na centralnej osi mniejszy szczyt z zegarem oraz kamienny portal. Fasada odnowiona w r. 2003.

### Szkoła (ul. Reja)
Wzniesiona przed r. 1900 w stylu neorenesansowym z cegły licowanej.

### Szkoła (ul. Witosa)
Wzniesiona w pierwszej ćwierci XX w. w modernizującym stylu historycznym. Ma postać dwóch bliźniaczych segmentów z oddzielnymi wejściami.

## Zabytki nieistniejące

### Stary ratusz
Renesansowy ratusz chojnowski z wysoką wieżą wybudowany został w 1583 roku w centralnym miejscu rynku, na miejscu poprzedniej budowli z 1366. Budynek był kilkakrotnie przebudowywany i przybrał ostatecznie kształt barokowy. W 1875 r., po katastrofie zawalenia się wiaty ratusz został rozebrany. Nowy został wybudowany na placu Zamkowym. Zegar z wieży i waga są przechowywane w Muzeum Regionalnym.

### Brama Legnicka (Dolna) i Bolesławiecka
Rozebrane odpowiednio w 1768 r. i na początku XIX w.